# (39293) 2001 DQ10
(39293) 2001 DQ10 est un astéroïde troyen de Jupiter découvert en 2001.

## Description
(39293) 2001 DQ10 a été découvert le 17 février 2001 à l'observatoire Magdalena Ridge, situé dans le comté de Socorro, au Nouveau-Mexique (États-Unis), par le projet Lincoln Near-Earth Asteroid Research (LINEAR).

### Caractéristiques orbitales
L'orbite de cet astéroïde est caractérisée par un demi-grand axe de 5,21 ua, un périhélie de 5,02 ua, une excentricité de 0,04 et une inclinaison de 14,41° par rapport à l'écliptique. Du fait de ces caractéristiques, à savoir un demi-grand axe compris entre 4,6 et 5,5 ua et un périhélie inférieur à 0,3 ua, il est classé, selon la JPL Small-Body Database, astéroïde troyen de Jupiter du camp troyen. Il est situé au point de Lagrange L4 du système Soleil-Jupiter.

### Caractéristiques physiques
(39293) 2001 DQ10 a une magnitude absolue (H) de 11,9 et un albédo estimé à 0,148.